# نشان سنین خدمت
نشان سنین خدمت (Order of Years of Service) یکی از نشان‌های افتخار در ایران است.
این نشان همچون نشان کوشش، نشان پاس و نشان سه ستاره خدمت به افسران، درجه داران و کارمندان شهربانی کل کشور در دوران زمامداری رضاشاه و محمدرضا پهلوی اعطاء می‌گردید.

## طراحی و ساخت
این نشان در یک نوع و سه درجه ساخته و اعطاء می‌شد که عبارتند از:
روی این نشان دایره‌ای شکل که بر اساس درجه در سه جنس طلایی، نقره‌ای و برنزی تهیه می‌گردید، در وسط تاج طلایی بر روی زمینه مینادار قرمزرنگ درون قابی که از دو شاخه برگ طلایی و هلالی شکل تشکیل شده؛ اطراف: پنج پره مینادار سفیدرنگ که زوایای خارجی آنها به ده گوی طلایی، نقره‌ای یا برنزی منتهی می‌گردند؛ فضای بین پره‌ها: دو خوشه مینادار سبزرنگ گندم به صورت هلالی شکل که در پایین به صورت پروانه ای به هم متصل شده‌اند؛ بالای نشان: دو خوشه گندم طلایی، نقره ای یا برنزی به صورت افقی جهت اتصال نشان به روبان، آمده‌است.
این روبان در درجه اول از چهار خط عمودی قرمز رنگ، هفت خط عمودی سفید رنگ و چهار خط عمودی آبی رنگ؛ در درجه دوم از سه خط عمودی قرمز رنگ، شش خط عمودی سفید رنگ و چهار خط عمودی آبی رنگ و در درجه سوم از دو خط عمودی قرمز رنگ، پنج خط عمودی سفید رنگ و چهار خط عمودی آبی رنگ تشکیل شده‌است.